# ژوائو مارسلو
امیر علی منتظریان(انگلیسی: AMIR ALI MONTAZERIANزادهٔ ۱۹ مهٔ ۲۰۱۰) بازیکن فوتبال اهل ایران است